# Wilhelm Langkeit
Wilhelm Friedrich Bruno Langkeit, detto Willy (Schuchten, 2 giugno 1907 – Bad Bramstedt, 27 ottobre 1969), è stato un ufficiale tedesco, attivo nelle truppe corazzate della Wehrmacht.
Prese parte a molte importanti battaglie della seconda guerra mondiale, guidando reparti di panzer con abilità ed energia. Dopo essere scampato fortunosamente alla battaglia di Stalingrado, dove la sua divisione fu distrutta, Willy Langkeit assunse prestigiosi incarichi di comando e ottenne riconoscimenti per le sue azioni, combattendo anche nella battaglia di Berlino con una delle ultime formazioni corazzate tedesche ancora attive.

## Biografia

### Gli inizi nelle truppe corazzate tedesche
Langkeit nacque a Schuchten, ora in Polonia, da Christian Langkeit (1883-1917) e da Rosalie Bronsart von Schellendorf (1889-1909); il padre era ufficiale di carriera nell'esercito imperiale tedesco e la madre era figlia del generale Friedrich Bronsart von Schellendorf e di Veronika Bronsart von Schellendorf (1867-1968); i suoi bisnonni materni erano Paul Bronsart von Schellendorf, già critico militare e ministro della guerra prussiano, e Hans Bronsart von Schellendorf, suo cugino e compositore.
Dopo la morte della madre venne cresciuto assieme ai fratelli Walther (1905-1931) e Waldemar (1909-1997) dai nonni materni; nel 1924 si arruolò come sottotenente nella Reichswehr; dal 1934 servì nelle Panzertruppe nella Prussia orientale con il grado di capitano. Langkeit partecipò attivamente alla Seconda Guerra Mondiale nel corpo dei carri armati: partecipò all'invasione della Polonia e della Francia e si distinse nell'invasione della Romania.

### Battaglia di Stalingrado
Comandante del Panzer-Regiment 36, l'unità corazzata assegnata alla 14. Panzer-Division, partecipò alla battaglia di Stalingrado, intervenendo con i suoi pochi panzer il 19 novembre 1942 per cercare di bloccare la potente avanzata dei corpi corazzati sovietici durante l'operazione Urano. Nonostante qualche successo, la sua unità venne respinta a est del Don e rimase quindi accerchiata insieme al resto nella 6. Armee del generale Friedrich Paulus nella sacca di Stalingrado, dove la 14. Panzer-Division venne completamente distrutta nel gennaio 1943. Il maggiore Langkeit, considerato un esperto di guerra con mezzi corazzati e premiato il 9 dicembre 1942 con la Croce di Cavaliere della Croce di ferro, sfuggì fortunosamente alla prigionia o alla morte, e venne evacuato per via aerea negli ultimi giorni della battaglia, insieme ad altri ufficiali e specialisti ritenuti dal comando della Wehrmacht importanti per lo sforzo bellico tedesco.

### Fine della guerra
Promosso colonnello nel maggio 1943 ebbe un particolare riconoscimento nel bollettino di guerra per aver sconfitto al comando di sei uniche unità di carri armati quasi una intera divisione di carri armati sovietici presso Schaulen, in Lituania. Nel 1944 divenne comandante della brigata Grosßdeutschland.
Al comando della Panzergrenadierdivision "Kurmark" fu uno dei comandanti della difesa della Germania assediata dagli Alleati, che sconfisse a Küstrin; dopo aver partecipato alla battaglia di Kalbe contro i sovietici sotto Busse e Wenck, nel maggio 1945 fu costretto a sconfinare oltre l'Elba e si consegnò alle truppe americane. Dopo la guerra fu liberato e insignito della Bundesgrenzschultz da Konrad Adenauer; ebbe alcuni incarichi della Bundeswehr e nel 1965 fu promosso brigadier generale e messo a riposo.

## Onorificenze
- Croce di ferro di I classe
- Croce di ferro di II classe
- Croce tedesca d'oro
- Ordine di Michele il Coraggioso

- Ordine di San Giovanni del Baliaggio di Brandenburgo